# Pannecé

Pannecé este o comună în departamentul Loire-Atlantique, Franța. În 2009 avea o populație de 1,311 de locuitori.